# Abbéville-la-Rivière
Abbéville-la-Rivière ist eine Gemeinde mit 331 Einwohnern (Stand 1. Januar 2022) in Frankreich, 58 Kilometer südwestlich von Paris. Die Bewohner nennen sich Abbevillois. 

## Nachbargemeinden
Die Nachbargemeinden sind: 
| - Marolles-en-Beauce im Norden - Bois-Herpin im Nordosten - Roinvilliers im Osten - Rouvres-Saint-Jean im Südosten | - Sermaises im Süden - Arrancourt im Südwesten - Saint-Cyr-la-Rivière im Westen - Fontaine-la-Rivière im Nordwesten |

## Ortsname
Der Ursprung des Namens ist nicht bekannt. „Abbeville“ war um das Jahr 1793 die Schreibweise. Im Jahr 1801 erschien der Namenszusatz „-la-Rivière“ erstmals – in einem Bulletin; 1901 wurde er offiziell.

## Weiler und Einzelsiedlungen
- Bois Champbault (Weiler)
- Fontenette (Weiler)
- Ferme de Beauvoir (Bauernhof)
- Ferme de Cottainville (Bauernhof)
- Ferme de l’Hôpital (Bauernhof)
- Ferme Orme (Bauernhof)
- Quincampoix

## Bevölkerungsentwicklung
| Jahr      | 1962 | 1968 | 1975 | 1982 | 1990 | 1999 | 2006 | 2007 | 2021 |
| Einwohner | 185  | 190  | 190  | 213  | 233  | 261  | 292  | 289  | 332  |

## Sehenswürdigkeiten
- Kirche St-Julien-le-Pauvre, erbaut im 12. Jahrhundert
- Friedhofskreuz